# Wittenbergplatz
Wittenbergplatz – plac w Berlinie, w Niemczech, w dzielnicy Schöneberg,  okręgu administracyjnym Tempelhof-Schöneberg. Został wytyczony w latach 1889–1892.
Na placu znajduje się stacja metra linii U1 Wittenbergplatz.
Przy placu stoi dom towarowy Kaufhaus des Westens.